# Josh Hill (Footballspieler)
Josh Hill (* 21. Mai 1990 in Blackfoot, Idaho) ist ein ehemaliger US-amerikanischer American-Football-Spieler auf der Position des Tight Ends. Er spielte von 2013 bis 2020 für die New Orleans Saints in der National Football League (NFL).

## College
Hill, der an der Highschool auch Basketball und Baseball gespielt hatte, besuchte zunächst die Boise State University, für die er als Redshirt keine Partie bestritt, wechselt dann aber an die Idaho State University und spielte für deren Mannschaft, die Bengals, als Tight End erfolgreich College Football. In insgesamt 44 Partien konnte er Pässe für 1338 Yards fangen und 9 Touchdowns erzielen.

## NFL
Hill fand beim NFL Draft 2013 keine Berücksichtigung, wurde aber danach von den New Orleans Saints als Free Agent verpflichtet. Bereits in seiner Rookie-Saison kam er in 14 Spielen zum Einsatz, dreimal sogar als Starter. Wegen seiner Fähigkeiten als Blocker kam er auch von Anfang an in den Special Teams zum Einsatz.
Nach Jimmy Grahams Wechsel zu den Seattle Seahawks erhielt Hill zunehmend mehr Spielzeit, konnte aber 2016 wegen eines Schlüsselbeinbruchs nur 9 Spiele bestreiten.
Am 16. Dezember 2019 war er es, der im Spiel gegen die Indianapolis Colts Drew Brees’ 540. Touchdown-Pass fing, womit dieser Peyton Mannings Rekord für die meisten Karriere-Touchdowns überbieten konnte.
Am 3. März 2021 wurde Hill von den Saints entlassen. Kurz darauf nahmen die Detroit Lions ihn unter Vertrag. Allerdings entschied er sich im Mai 2021, seine Karriere zu beenden.